# Catatumbo-Gewitter

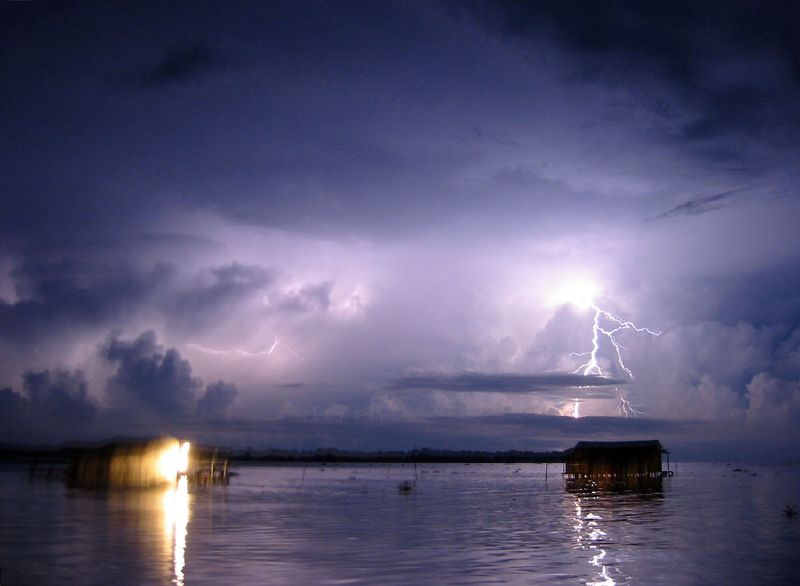
Blitze in der Nacht

Die Catatumbo-Gewitter (spanisch Relámpago del Catatumbo) sind ein häufiges Wetterphänomen, das sich während 160 bis 240 Nächten im Jahr nahe der Mündung des Río Catatumbo (daher der Name) in den Maracaibo-See in Venezuela ereignet. Dabei treten blitzreiche Gewitter mit großer Regelmäßigkeit immer wieder über dem gleichen Gebiet auf.

## Phänomene
Diese Gewitter sind meist weithin sichtbar und werden dadurch in besonderer Weise wahrgenommen. So scheint die Entladung der Blitze nahezu lautlos zu erfolgen. Natürlich entsteht Donner, der aber wegen der großen Entfernung nicht mehr zu hören ist (vergleiche Wetterleuchten). Auch eine oft beschriebene gelbe bis orange Färbung der Blitze ist der Entfernung der Beobachter zuzuschreiben, da wie beim Abendrot kurzwelliges Licht stärker an der Atmosphäre zwischen dem Gewitter und dem Beobachter gestreut wird. Violett und Blau werden somit herausgefiltert.
Ferner sieht es aus der Distanz so aus, als würden fast ausschließlich Wolkenblitze vorkommen. Doch sieht der Beobachter die Gewitter im Profil, was die Sicht auf Wolkenblitze begünstigt; außerdem ist der Blick in den unteren Bereich der Gewitterwolken häufig versperrt.

## Erklärung
Einer verbreiteten Meinung zufolge hängt die Häufung der Gewitter mit dem Austreten von Methangas in Sümpfen und Mooren am Maracaibo-See zusammen. Dies ist jedoch unwahrscheinlich. Vielmehr herrschen in dem Gebiet besonders häufig und regelmäßig meteorologische Bedingungen, die langlebige und blitzreiche Nachtgewitter begünstigen: Der Maracaibo-See verdunstet durch seine hohe Wassertemperatur große Mengen an Wasser. In der Nacht kommen kühle, von den Anden her fallende Bergwinde über den warmen See. Die Windkonvergenz zusammen mit der feuchtlabilen Luftschichtung begünstigen hochreichende Gewitterzellen. Bleiben diese Bedingungen aus, kann es zu längeren Pausen kommen. So führte eine Dürre Anfang des Jahres 2010 zu einer längeren Unterbrechung.